# Another Day (Another Girl)
Another Day (Another Girl), conosciuto anche come Page 3, è il quarto singolo del gruppo musicale inglese The Lambrettas, pubblicato nel 1980 dalla Rocket Records.

## Il disco
Il disco uscito inizialmente con il nome di Page 3 in onore della "pagina 3" del tabloid inglese The Sun, pagina  nella quale venivano solitamente ritratte ragazze in topless.
In seguito a un'azione legale intrapresa dal quotidiano nei confronti della band il titolo della canzone venne modificato in Another Day (Another Girl).
Il disco non ebbe il successo dei due precedenti e rimase nella classifica dei singoli inglesi per appena quattro settimane, raggiungendo solo la 49ª posizione.
Come lato B venne scelta Steppin' Out (Of Line).

## Tracce
Lato A:
1. Another Day (Another Girl)

Lato B:
1. Steppin' Out (Of Line)

## Musicisti
- Jez Bird - Cantante e Chitarrista
- Doug Sanders - Voce secondaria e Chitarrista
- Mark Ellis - Bassista
- Paul Wincer - Batterista